# Артюхин, Александр Алексеевич
Александр Алексеевич Артюхин (15 апреля 1939, Москва — 3 марта 2010, Москва) — Герой Российской Федерации (21.02.1996), Заслуженный лётчик-испытатель СССР (1989), старший лейтенант запаса.

## Биография
Родился 15 апреля 1939 года в Москве. Русский.
В детстве жил в Киеве, Днепропетровске, Бендерах, Астрахани, Ульяновске. В 1956 окончил Ульяновский аэроклуб. Работал связистом на железной дороге.
С 1957 жил в Москве. Работал электромонтёром связи на железной дороге.
В 1958—1961 служил в армии (во внутренних войсках).
В 1967 окончил Московский авиационный институт. Одновременно с учёбой занимался самолётным и планерным спортом в аэроклубе МАИ, был в нём лётчиком-инструктором.
В 1967—1970 работал инженером и инженером-экспериментатором в Лётно-исследовательском институте. Одновременно с работой летал в Жуковском и Коломенском аэроклубах. В 1968 окончил Костромской учебно-тренировочный авиационный центр ДОСААФ.
В 1971 окончил штурманское отделение Школы лётчиков-испытателей.
С февраля 1971 по декабрь 1973 — штурман-испытатель ОКБ А. Н. Туполева. Принимал участие в испытаниях сверхзвуковых военных самолётов Ту-22М и Ту-128, а также других самолётов ОКБ.
В 1975 окончил самолётное отделение Школы лётчиков-испытателей.
С 1975 по 1996 — лётчик-испытатель ОКБ имени А. Н. Туполева. Провёл испытания военных самолётов Ту-95ВК и Ту-95МА. Участвовал в испытаниях сверхзвукового бомбардировщика Ту-22М, сверхзвукового пассажирского самолёта Ту-144, реактивного пассажирского самолёта Ту-154, различных модификаций военных самолётов Ту-95 и Ту-142.
В 1990 установил 3 мировых авиационных рекорда высоты и скороподъёмности (из них 2 — вторым пилотом) на самолёте Ту-142ЛЛ.
За мужество и героизм, проявленные при испытании новой авиационной техники, лётчику-испытателю Артюхину Александру Алексеевичу 21 февраля 1996 года присвоено звание Героя Российской Федерации с вручением медали «Золотая Звезда».
Жил в Москве. Умер 3 марта 2010 года.
Награждён орденом Трудового Красного Знамени, медалями.